# Болярський Микола Миколайович
Болярський Микола Миколайович (2 грудня 1878, хутір Дерновський, Шадринський повіт, Пермської губернії — 19 жовтня 1939, Вінниця) — хірург і уролог, ініціатор створення Вінницького медичного інституту, голова Вінницького наукового об'єднання лікарів.

## Біографія
Болярський Микола Миколайович народився на хуторі Дерновському Шадринського повіту Пермської губернії (нині Шадринський район Курганської області) у родині вчителя. У 1898 році, після закінчення із Золотою медаллю гімназії в місті Камишлів, вступив до Юрівського університету (нині Тартуський університет). У 1905 році, під час навчання, зазнав переслідувань за участь у студентському зібранні та був змушений зупинити навчання. Проте на весні 1906 року склав випускні іспити на відмінно.
У 1906 році працює земським лікарем у с. Скороднє Старооскольського повіту Курської губернії. А уже в 1907 році переїжджає в Петроград, де працював в хірургічному чоловічому відділенні Обухівської лікарні аж до 1914 року. Паралельно працює в Інституті експериментальної медицини. Після успішного захисту дисертації у 1910 році М. М. Болярський здобув ступінь доктора медицини.
Під час Першої світової війни очолював Кауфманський шпиталь №1, який у травні 1917 року переїхав у психоневрологічну лікарню м. Вінниці. Працю в шпиталі лікар поєднував з роботою в Пироговській лікарні. Згодом Болярський став головним лікарем та завідувачем хірургічного відділення Пироговської лікарні. За 21 рік перебування на цій посаді встиг налагодити роботу персоналу лікарні, покращити умови перебування хворих і прооперувати понад 35 000 разів.

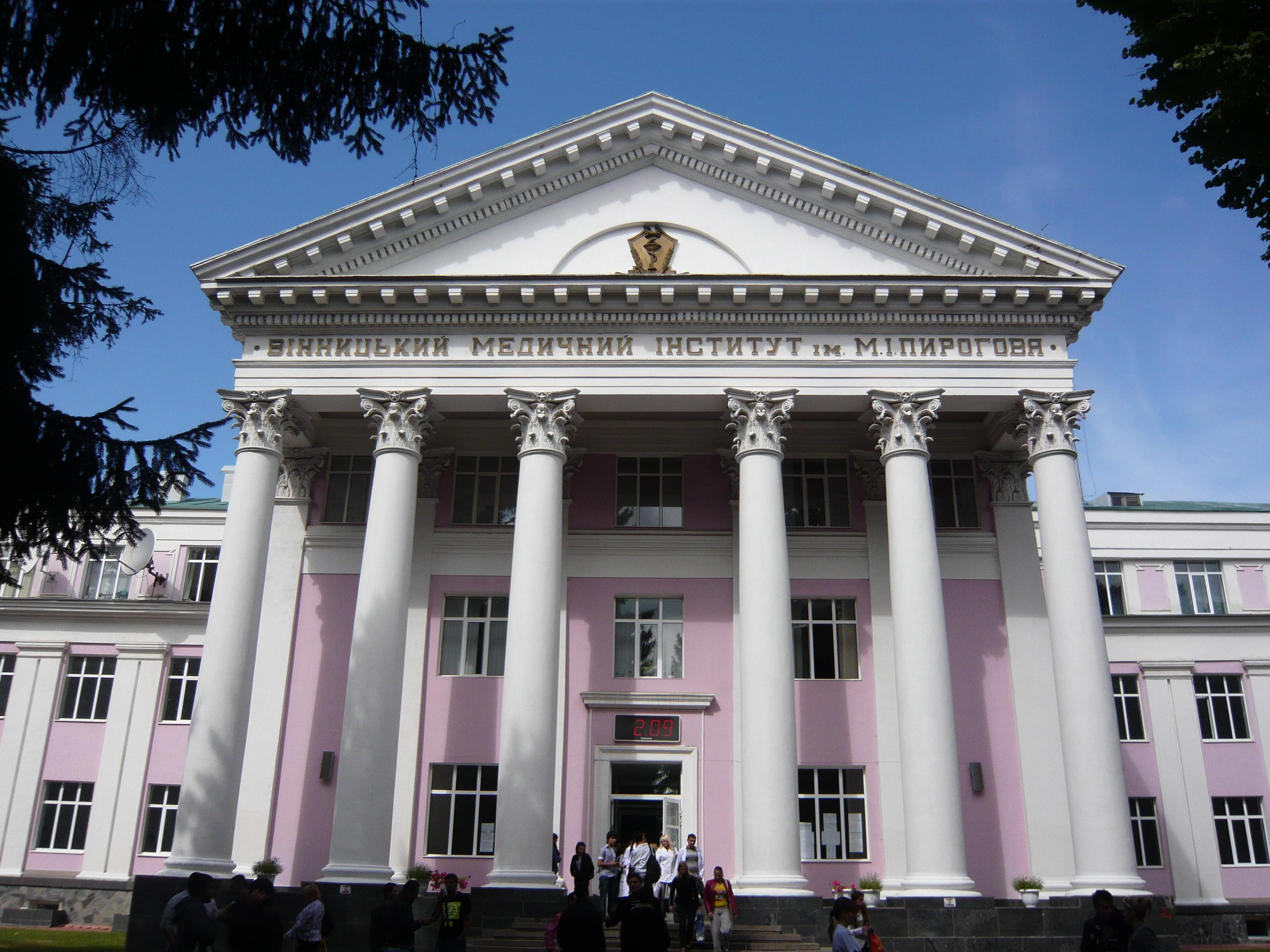
Вінницький національний університет імені М. І. Пирогова

У 1930 році Болярський став ініціатором створення заочного медичного інституту. У 1932 році інститут відкривається з двома факультетами: лікувально-профілактичним і педіатричним. Через 2 роки інститут перейшов на стаціонарну форму навчання, а Болярський стає першим заступником директора інституту з науково-навчальної роботи, а згодом — першим деканом інституту. М. М. Болярський організував кафедру госпітальної хірургії й очолив кафедру факультетської хірургії.
Наукову та педагогічну діяльність М. М. Болярський поєднував з активною громадською позицією. За його ініціативи були створенні Вінницьке наукове об'єднання лікарів й Обласне хірургічне товариство.
19 жовтня 1939 року Микола Миколайович помирає від інфаркту міокарда, спричиненим стресом за пожежу в морфологічному корпусі інституту. Похований перед фасадом хірургічного відділення лікарні ім. Пирогова.

## Діяльність
М. М. Болярський став одним із перших, хто почав застосувати раннє втручання при гострому апендициті; уперше спробував використати коров'ячий ріг як замінник суглобів при переломах.
Починаючи з 1920-х років неодноразово звертається до Всесоюзного товариства хірургів щодо проведення заходів із збереження тіла М. І. Пирогова. М. М. Болярського непокоїли поганий стан забальзамованого тіла М. І. Пирогова й усипальниці. За його ініціативи було розпочато створення Музею-заповідника історії хірургії імені Пирогова.

## Наукові праці
М. М. Болярський — не тільки активний учасник Пироговських, Всесоюзних, українських з'їздів хірургів і засідань наукових товариств, але й автор 58 наукових праць. Серед них:
- «Кишкова непрохідність від аскарид»
- «Статистика раку за даними Вінницької Пироговської лікарні за період від 01.08.1918 до 01.07.1926»
- «Колото-різана рана серця»
- «Пошкодження та поранення печінки»
- «Техніка оперативного лікування сечостатевих нориць за матеріалами Вінницької Пироговської лікарні»
- «Лікування гнійного запалення колінного суглоба травматичного походження»